# Expedições de Cristiano IV à Groenlândia

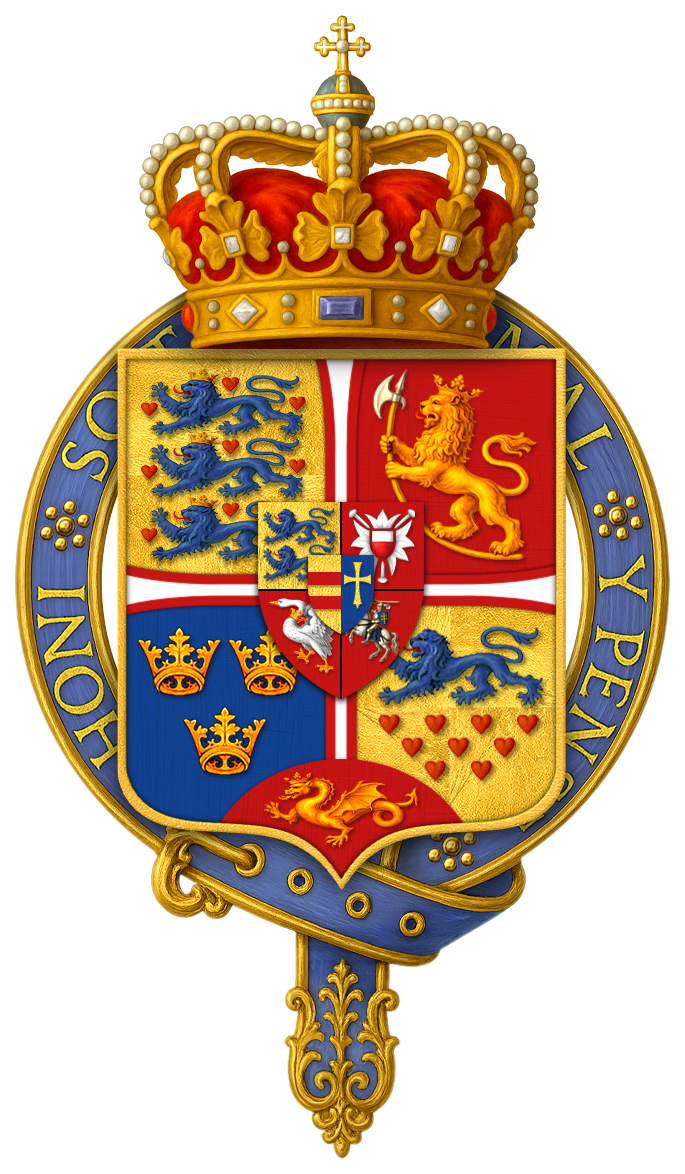
Brasão de armas de Cristiano IV, rei da Dinamarca e Noruega.

As expedições de Christian IV foram enviadas pelo rei Christian IV da Dinamarca para as vias navegáveis da Groenlândia e do Ártico durante os anos 1605-1607. As expedições foram encomendadas a fim de localizar o Assentamento Nórdico Oriental perdido e reafirmar a soberania sobre a Groenlândia.

## História
As expedições foram em grande parte mal sucedidas, em parte devido a seus líderes que não tinham experiência com as difíceis condições do gelo e do clima ártico e em parte devido a seus líderes receberem instruções para buscar a Colônia Oriental na costa leste da Groenlândia, que era quase inacessível na tempo devido ao gelo à deriva do sul.
O piloto nas três viagens foi James Hall, que - como muitos outros até 1861 - acreditava que a Baía de Frobisher fizesse parte do sul da Groenlândia, enquanto na verdade é uma baía projetando-se para o sul da ilha de Baffin. As expedições foram respectivamente comandadas por John Cunningham (ou "Hans Køning"; 1605), Godske Lindenov (1606) e Carsten Richardson (1607). Os dinamarqueses se desentenderam com os ingleses pelo caminho a ser tomado, muito ao sul do que foi registrado nos arquivos de Bergen e Trondheim. Eles também às vezes procuravam pela ilha imaginária de Buss.
Na mesma linha, o rei Christian encomendou uma expedição à América do Norte em 1619. A expedição foi capitaneada pelo navegador e explorador dinamarquês Jens Munk. Os navios estavam procurando pela Passagem do Noroeste. A expedição chegou à Baía de Hudson, desembarcando na foz do rio Churchill, se estabelecendo no que hoje é Churchill, em Manitoba. No entanto, foi uma viagem desastrosa, com frio, fome e escorbuto vindo a matar a maioria da tripulação.

## Embarcações
- Trost (em alemão: "Consolation", também chamado de Trust, Hunden ("The Dog") e Skjødehunden ("The Lapdog"); 60 toneladas)
- Den Røde Løve ("O Leão Vermelho", outras grafias Røde Løffue, Løven ou Løffuen ("O Leão"); 70 toneladas)
- Katten ("O Gato", também chamado de Grønlandske Kat; ex-escocês; 20 toneladas)
- Ørnen ("A Águia", também traduzida em inglês como Örnen)
- Gilliflower (escocês antigo, também chamado de Gilliflowre, Gilleflowre, Gillibrandt e Angeli Brandt)